# Philippe Auguste Titeux
Philippe Auguste Titeux, né à Paris le 19 septembre 1814 et mort à Athènes le 1er février 1846, est un architecte et archéologue français.

## Biographie
Fils de Jacques Alexandre Titeux architecte, auteur des plans du Château de Bellevue (Frénois), petit fils de Philippe Hyacinthe Titeux sculpteur en chef du Panthèon décédé au Fresnois.
Élève de Guillaume Abel Blouet et François Debret, Philippe Auguste Titeux obtient le deuxième prix de Rome d'architecture en 1840, puis le premier prix en 1842. Membre de la première promotion de l'Académie de France à Rome, il est autorisé avec celle-ci, par décret du 22 février 1845, à séjourner d'une manière officielle à Athènes.
Il ne parvient pas à terminer son étude sur les Propylées de l'Acropole et meurt à Athènes le premier février 1846 de fièvre typhoîde. Ses fouilles seront reprises par Alexis Paccard, Jacques-Martin Tétaz puis Charles Ernest Beulé.
Une épitaphe est gravée au-dessous de son médaillon dans l'église Saint-Louis des Français, à Rome.
Sa tombe est au cimetière du Père-Lachaise , division 39. Un médaillon en bronze de Jules Cavelier, daté de 1847, surmonte le monument.

## Réferences
1. ↑  Acte naissance Etat civil reconstitué Paris (p. 22/50)